# Relaciones de las Islas Baleares con el Imperio carolingio

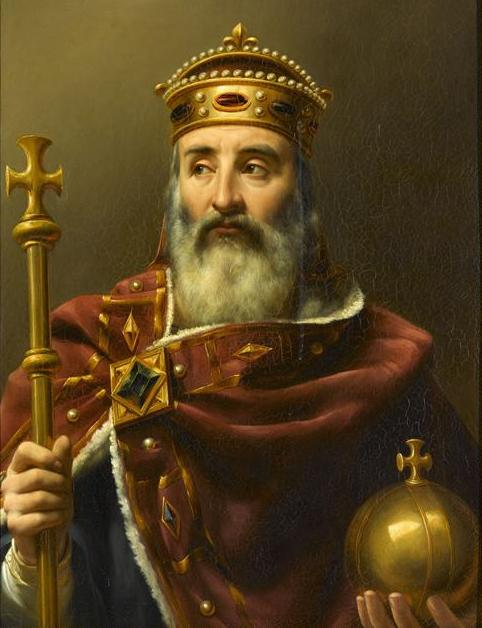
Carlomagno, cabeza del Imperio Carolingio.

La influencia del Imperio carolingio en las Islas Baleares se encuentra testimoniada en varios textos y crónicas francos. Las noticias que ofrecen estas fuentes son escasas y se prestan a la especulación sobre el grado de relación, o incluso de dominio, del imperio Carolingio y las Islas Baleares.
Las referencias más antiguas provienen de la obra de Einhard, dignatario de la corte con Carlomagno, con quien mantuvo una relación estrecha y escribió su biografía, hacia el año 830. Precisamente en la biografía hace una referencia genérica a las Islas Baleares afirmando que: “Balearico mari miscetur” (mezcló el mar Balear).
Pero es en su otra obra, Annales Reine Francorum, escrita por los mismos años que el anterior, donde se dan las informaciones más detalladas y que será el modelo de las citas posteriores. Así informa que en 798 las Baleares fueron atacadas por los musulmanes, así mismo aclara que esto era un hecho habitual y que el nombre de las islas eran Mallorca y Menorca. 
Por este motivo al año siguiente los baleares se dirigieron al emperador para suplicarle auxilio y ofreciéndole su sumisión. El monarca atendió las súplicas y los defendió.
La misma crónica cita otro episodio que sólo está vagamente relacionado con las Islas Baleares, en 813, Ermenguer de Ampurias, apostado en las costas mallorquinas, atacó la flota musulmana, procedente de Córcega, haciéndose con ocho naves y liberando quinientos corsos cautivos.
En este contexto, las crónicas islámicas documentan una expedición de la marina musulmana a las islas de Mallorca, Ibiza y Cerdeña, en 815. Esta razia fue reforzada por un convoy procedente de Tarragona y conjuntamente asolaron los entornos de Marsella.
De los años 892 y 897 son dos bulas papales sobre la vinculación de Mallorca y Menorca al obispado de Gerona, de compleja interpretación y que algún historiador ha vinculado a la tradición carolingia, mientras que otros han negado que se refieran a las Islas Baleares.

## Ampliaciones historiográficas
Con estos datos finaliza el vínculo de la corte carolingia con las Islas Baleares, pero la historiografía antigua ha extendido el alcance y le ha dado una trascendencia mayor que la que se puede documentar.
Así en la Histoire generale de Languedoc, de la primera parte del siglo XVIII, se afirma que, en ausencia del rey Luis el Piadoso, los condes que tenían el mando en la frontera con los sarracenos hicieron una incursión naval en las Islas Baleares, liberando las Baleares de piratas musulmanes y tomando posesión de Mallorca y Menorca en nombre de Luis el Piadoso. La fuente que cita la Historia General de Languedoc para llegar a estas conclusiones, es la de Andre Duchesne, que únicamente reproduce croniconos inspirados en Einhard, sin que se pueda, por lo tanto, deducir la intervención de otro monarca que Carlomagno ni la actuación unilateral de los condes.
Otra referencia, curiosa pero sin fundamentar ni base documental conocida, es la de Pere Antoni Beuter en la Segunda parte de la crónica general de España (1551), el cual afirmó que las Baleares, a la muerte de Carlomagno pertenecieron a Bernardo de Italia, nieto de Carlomagno, que confió su gobierno a Ermenguer de Ampurias.